# Бюрдо, Огюст
Огю́ст Бюрдо́ (фр. Auguste Burdeau;  10 сентября 1851 года, Лион — 12 декабря 1894 года, Париж) — французский политический деятель и писатель; министр; переводчик на французский трудов Спенсера и Шопенгауэра.

## Биография
Сын бедных родителей, с трудом пробил себе дорогу, посещал Нормальную школу в Париже, в 1870 году вступил добровольцем в армию, был ранен и взят в плен. После войны стал профессором философии в Сент-Этьене, позже в парижском лицее Людовика Великого, а в 1881 году получил высокий пост в Министерстве народного просвещения, во главе которого стоял тогда Поль Бер.
Избранный в 1885 году в депутаты от Лиона, примкнул к радикальной партии и принимал особенно оживленное участие в прениях по вопросам образования. В 1890 году был одним из представителей Франции на международной конференции по рабочему вопросу в Берлине.
В 1892—1893 годах был морским министром в кабинетах Лубе и Рибо, с декабря 1893 года по май 1894 года — министром финансов в кабинете Казимир-Перье; умер в декабре 1894 года. После смерти раскрылось, что он принимал деньги от "Панамского общества"; это помешало открытию ему памятника, на который уже были собраны деньги.

## Творчество
- Им переведены на французский язык сочинения Спенсера и Шопенгауэра.
- «L’instruction morale à l'école» (1883).
- «Une famille républicaine. Les Carnot» (Париж, 1888, анонимно).
- «L’Algérie en 1891» (1892).
- «Devoir et patrie» (1893).